# Niedersächsische Tageszeitung
Die Niedersächsische Tageszeitung - Kampfblatt für den Nationalsozialismus(NTZ) - war eine ab dem 1. Februar 1931 herausgegebene, mehrfach verbotene Zeitung. Sie erschien unter Bernhard Rust als Herausgeber und Schriftleiter.

## Geschichte

### Niedersächsischer Beobachter
Der Niedersächsische Beobachter erschien erstmals 1923 als nationalsozialistische Wochenzeitung. Nach dem Ende des Parteiverbots 1925 gründete Bernhard Rust, zugleich Herausgeber und Schriftleiter, die Zeitung erneut.

### Niedersächsische Tageszeitung
Nach dem Wahlerfolg der NSDAP im September 1930 regte Bernhard Rust die Gründung einer täglich erscheinenden Zeitung an, deren Erstausgabe dann am 1. Februar 1931 – wieder mit Rust als Herausgeber und Schriftleiter – unter dem Namen Niedersächsische Tageszeitung erschien. In der Folgezeit wurde die Zeitung mehrmals verboten, so zum Beispiel ab dem 16. Oktober 1931 für zwei Monate. Während dieser Zeit wurde die Finanzlage der Zeitung häufig als „katastrophal“ bezeichnet.
Nach der Machtübernahme 1933 wurde die Niedersächsische Tageszeitung saniert auf Kosten insbesondere der kommunistischen und sozialdemokratischen Zeitungen wie der Neuen Arbeiter Zeitung (NAZ) oder dem Volkswillen. Durch die erzwungene Übergabe der Druckerei einer sozialdemokratischen Zeitung konnte ab Oktober 1933 in Göttingen ein selbstständiger Ableger der NTZ erscheinen, die Göttinger Nachrichten, welche bisher nur als Regionalbeilage der NTZ beifügt waren. Nachdem die SS am 1. April 1933 das Gewerkschaftshaus in der Nikolaistraße besetzt hatte, zog die NTZ im Juni 1933 dort ein. Ebenfalls 1933 wurde Theodor Abbetmeyer, der in der zuvor avantgardistischen Kultur- und Theaterszene Hannovers den „Untergang des Abendlandes“ heraufdämmern sah, hauptamtlicher Schriftleiter für Kulturpolitik.
In den ersten Jahren des Nationalsozialismus startete die NTZ publizistische Angriffe gegen den Hannoverschen Anzeiger, dem Veröffentlichungen von Anzeigen des Allgemeinen Deutschen Gewerkschaftsbundes und von Anzeigen jüdischer Geschäfte vorgeworfen wurden.
Seit dem Jahr der Machtergreifung und bis zum Schluss belieferte auch Friedrich Lüddecke die NTZ, zuletzt als Ressortleiter für „Lokales“.
Die NTZ erreichte im Mai desselben Jahres eine Auflagenhöhe von 100.000 Exemplaren, die bis April 1935 jedoch auf 50.000 Stück zurückging. Seit dem Ende 1933 trug die NTZ den Untertitel „Größtes nationalsozialistisches Parteiblatt Norddeutschlands“, und ab dem 6./7. 1934 „Die größte Zeitung in Norddeutschland“.
Im Juli 1934 zog die Redaktion in das Kurierhaus in der Georgstraße.

### Hannoversche Zeitung
Zum 1. März 1943 fusionierte die Zeitung mit dem Hannoverschen Anzeiger zur Hannoverschen Zeitung, deren letzte Ausgabe am 7./8. April 1945 erschien.